# Rhamphomyia albosegmentata
Rhamphomyia albosegmentata är en tvåvingeart som beskrevs av Zetterstedt 1838. Rhamphomyia albosegmentata ingår i släktet Rhamphomyia och familjen dansflugor. Arten är reproducerande i Sverige. Inga underarter finns listade i Catalogue of Life.